# Motor PSA DJ/DK
Los motores DJ y DK son dos motores diésel producidos por el fabricante francés Groupe PSA desde 1994 hasta finales de 2001.
Estos motores se usaron en los modelos de gama alta del grupo, el Peugeot 605 y el Citroën XM, así como para las furgonetas grandes, la Peugeot Boxer y la Citroën Jumper.
Ambos motores derivan del XUD11 ATE pero aumentando el diámetro de los pistones de 85 mm (3,35 pulgadas) en el XUD11 a 92 mm (3,62 pulgadas) en el DJ y en el DK, resultando en un aumento de cilindrada de 2088 cm³ a 2446 cm³.
Otra diferencia se encuentra en el motor DK, que a diferencia del DJ y del XUD11, en la versión con turbocompresor e intercooler, este último es agua/aire en vez de aire/aire.

## DJ5
El DJ5 tiene una cilindrada de 2446 cm³, con un diámetro de 92 mm (3,62 pulgadas) y una carrera de 92 mm (3,62 pulgadas). Todos están equipados con catalizador. Sus usos son en el Peugeot Boxer y Citroën Jumper.
| Versión | Código interno | Relación de compresión | Potencia máxima                   | Par motor         | Alimentación                            | Normativa de anticontaminación |
| ------- | -------------- | ---------------------- | --------------------------------- | ----------------- | --------------------------------------- | ------------------------------ |
| DJ5     | T9A            | 24.0:1                 | 86 CV (63 kilovatios) @ 4350 rpm  | 153 Nm @ 2550 rpm | Inyección indirecta                     | Euro 1, Euro 2                 |
| DJ5 T   | T8A            | 23.0:1                 | 103 CV (76 kilovatios) @ 4200 rpm | 160 Nm @ 2000 rpm | Inyección indirecta, turbo, intercooler | Euro 1, Euro 2                 |
| DJ5 TED | THX            | 20.0:1                 | 107 CV (79 kilovatios) @ 4000 rpm | 235 Nm @ 2250 rpm | Inyección indirecta, turbo, intercooler | Euro 2                         |

## DK5
El DK5 tiene una cilindrada de 2446 cm³, con un diámetro de 92 mm (3,62 pulgadas) y una carrera de 92 mm (3,62 pulgadas). También está equipado con catalizador. Sus usos son en el Peugeot 605 y el Citroën XM.
| Versión   | Código interno | Relación de compresión | Potencia máxima                   | Par motor         | Alimentación                            | Normativa de anticontaminación |
| --------- | -------------- | ---------------------- | --------------------------------- | ----------------- | --------------------------------------- | ------------------------------ |
| DK5 ATE/L | THY            | 21.0:1                 | 129 CV (95 kilovatios) @ 4300 rpm | 285 Nm @ 2000 rpm | Inyección indirecta, turbo, intercooler | Euro 1, Euro 2                 |

- Datos: Q14623214